# San Antonio, Tenejapa
San Antonio är en ort i Mexiko.   Den ligger i kommunen Tenejapa och delstaten Chiapas, i den sydöstra delen av landet, 800 km öster om huvudstaden Mexico City. San Antonio ligger 2 092 meter över havet och antalet invånare är 210.
Terrängen runt San Antonio är huvudsakligen kuperad, men norrut är den bergig. Runt San Antonio är det ganska tätbefolkat, med 155 invånare per kvadratkilometer. Närmaste större samhälle är San Cristóbal de las Casas, 18,5 km sydväst om San Antonio. I omgivningarna runt San Antonio växer i huvudsak städsegrön lövskog.